# Jaciment arqueològic de Reguers de Seró
El Túmul dels Reguers de Seró és una estructura megalítica situada al municipi d'Artesa de Segre, (La Noguera), declarat Bé cultural d'interès nacional.
Va ser descobert l'any 2007 durant la construcció de la xarxa de reg Segarra-Garrigues a uns 7 kilòmetres d'Artesa de Segre municipi de la comarca de la Noguera. Les coordenades UTM són 31T 343991 4638706 i les cartesianes X: 343991.43, Y:4638706.43. Està situat a una altitud de 400 metres sobre el nivell del mar dins una explotació agropecuària. El monument es va construir sobre sediments terciaris i es va trobar segellat per al·luvions i graves quaternaris. Va ser declarat Bé Cultural d'Interès Nacional com a monument històric i com a zona arqueològica. I va ser excavat entre el gener i l'abril del 2007 pel Grup d'Investigació Prehistòrica de la Universitat de Lleida.
Compta amb una única datació de les restes humanes per C14 que situen l'ús funerari del conjunt a l'entorn del 2879-2589 cal. ANE calibrat a 2 sigmes. Aquesta datació es correspon perfectament amb el conjunt de material moble recuperat a la intervenció. I està vinculada al grup arqueològic caracteritzat per la ceràmica campaniforme.

## Descripció
El megàlit és una cista constituïda per quatre grans lloses de gres decorades i envoltades per un túmul de pedres delimitat per una línia de pedres clavades. La cambra, de planta rectangular, tenia unes dimensions aproximades d'1’80m de llargada per 1’40m d'amplada, i presentava una orientació d'uns 280º en direcció oest, no conservava el sistema de cobriment.
Unicum dins el megalitisme català, peninsular i europeu. El conjunt presenta onze esteles anomenades de l'I al XI i que presenten les següents característiques:
- Estela Seró I: es tracta d'una estela de dimensions en alçada, amplada i gruix (a partir d'ara només en números) de 225 x 115 x 20-30 cm. De calcarenita en forma d'U invertida, rectangular que es conserva gairebé sencera, que formava el costat sud de la cambra. Amb 7 o 8 bandes de xebrons en verticals les bandes externes d'aquests ressegueixen el contorn de la peça.
- Estela Seró II: amb unes dimensions de 170 x 135 x 20 cm. De calcarenita en forma rectangular que no es conserva sencera. Construïa el costa est de la cambra i mostra talls per adequar la instal·lació. Conserva 9 bandes de xebrons verticals emmarcats en una banda llisa que recorre els laterals de l'estela i un motiu indeterminat al l'angle inferior esquerre tot això a la part frontal. Mentre que a la part dorsal conserva una decoració de forma reticular.
- Estela Seró III: amb unes dimensions de 220 x 160 x 30 cm. De calcarenita amb forma trapezoïdal conservada amb una doble fractura i traces de cops pels quals es va trencar la figura. Forma el costat nord de la cambra. Es conserven 11 bandes de xebrons envoltats per una franja llisa.
- Estela Seró IV: amb unes dimensions de 100 x 140 x 25 cm. De calcarenita de forma rectangular que no es conserva sencera. Construïa la part oest i era l'accés a la cambra. Decorat amb 9 bandes de xebrons envoltats d'una franja estreta al front i al dors una composició d'una gran franja i restes d'una retícula.
- Estela Seró V: amb unes dimensions de 130 x 100 x 30 cm, és un fragment en calcarenita es troba in situ delimitant el túmul a l'extrem sud-occidental. Decorat amb una franja llisa en forma de cinturó amb un element rectangular al centre (interpretat com una civella) i una franja llisa que li dona una visió global en forma de T. També decorada a l'anvers amb xebrons.
- Estela Seró VI: amb unes dimensions de 129 x 92 x 23 cm estela decorada de calcarenita de forma trapezoïdal. És un suport de l'àrea sud-occidental del cromlec. Decorat amb 6 bandes de xebrons verticals i un esquema decoratiu de franges llises.
- Estela Seró VII: amb unes dimensions de 110 x 75 x 12 cm. És el suport més treballat del conjunt, amb motius acanalats. Feta en pedra sorrenca. Motius realitzats per abrasió.
- Finalment les esteles Seró VIII de 77 x 55 x 17 cm. Seró IX 59 x 51 x 26 cm. Seró X de 81 x 56 x 20 cm i Seró XI de 74 x 56 x 21 cm. Formades de pedra sorrenca rectangular amb les superfícies ben treballades s'han considerat anicòniques.[2]

## Interpretació
Es desconeix el context arqueològic primigeni de les esteles els Reguers de Seró perquè foren recuperades en posició secundària. És per això que també desconeixem quin tipus de monument constituïen les esteles que van ser reutilitzades com a elements estructurals per construir el del megàlit. El sepulcre trobat, va ser objecte de saquejos i la cambra fou reblida i segellada intencionadament amb una aglomeració de pedres. Però podem dir, que l'excavació arqueològica d'aquest conjunt, ens permet registrar la construcció i l'ús d'un monument megalític, bastit amb antigues esteles que constituïen un altre conjunt monumental anterior. El material moble que s'ha trobat en nivells remoguts ens indica una datació del Calcolític per relació dels materials: fragments de ceràmica campaniforme, un botó piramidal de petxina, diversos botons prismàtics d'os, una punta de sageta amb aletes i peduncle de sílex i unes 400 denes de petxina.
Els autors han interpretat els gravats de les esteles com a motius tèxtils relacionant les formes de zig-zag amb la representació de peces de vestir així com les representacions rectangulars com a peces de pell. I apunten a una relació del repertori iconogràfic amb les representacions d'aquesta cronologia que s'han estudiat a Catalunya, a la península Ibèrica i la resta d'Europa. Aquestes mostres amb signes gràfics compartits dins de l'actual Catalunya són molt evidents i serien una evidència de contactes amb les persones que ocupaven l'actual territori francès.
L'estatuària antropomorfa megalítica és un fenomen singular i emblemàtic del Neolític final calcolític. Aquest fenomen té el seu màxim desenvolupament durant el III mil·lenni amb les representacions antropomorfes en gran format, ja gestades des de mitjan IV mil·lenni. Catalunya no havia estat mai una de les regions on el fenomen prenia caràcter propi; apareixia com una àrea marginal, pràcticament òrfena de qualsevol manifestació d'aquest tipus.

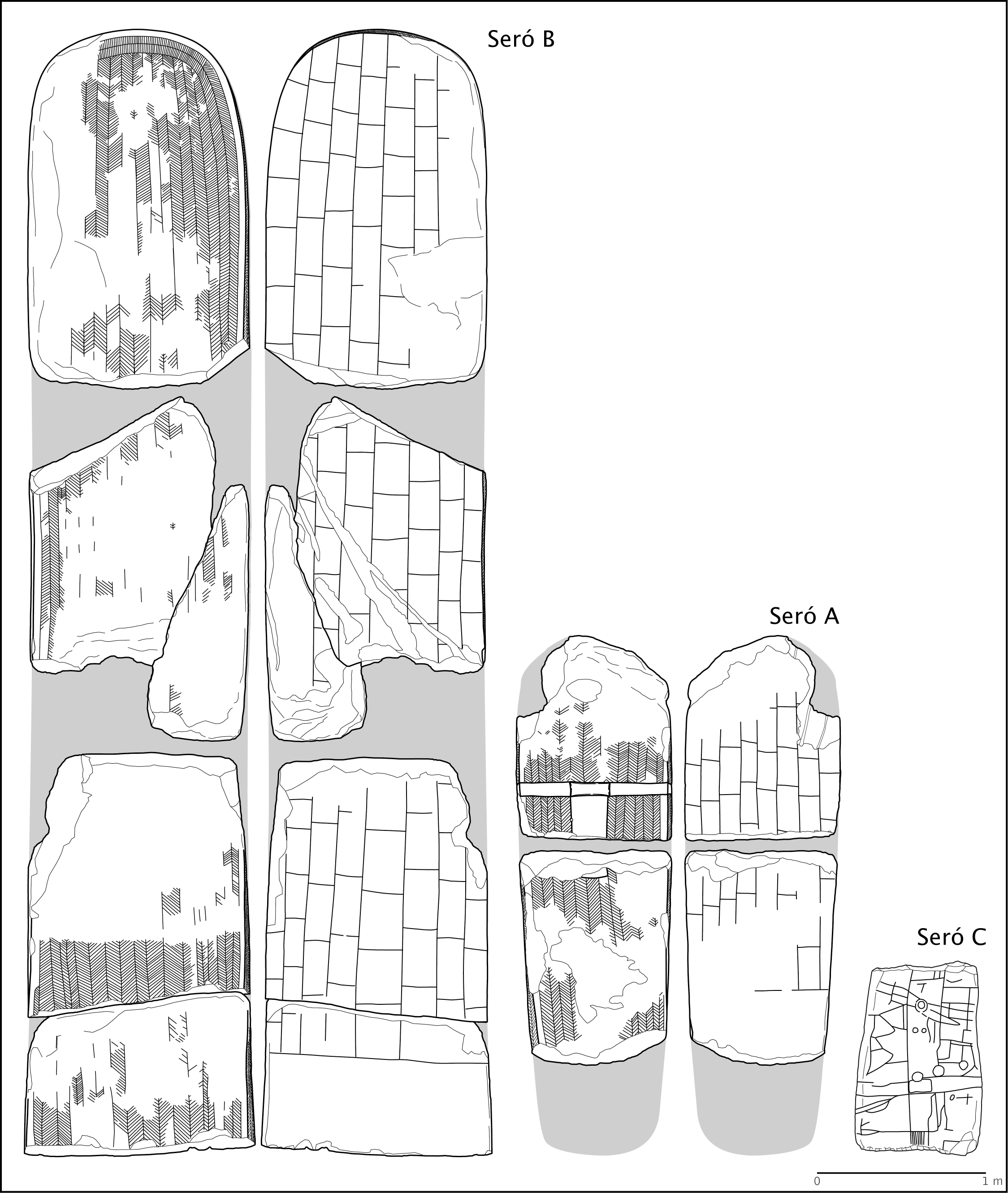
Dibuixos dels frontals i els dorsos de les estàtues-menhirs
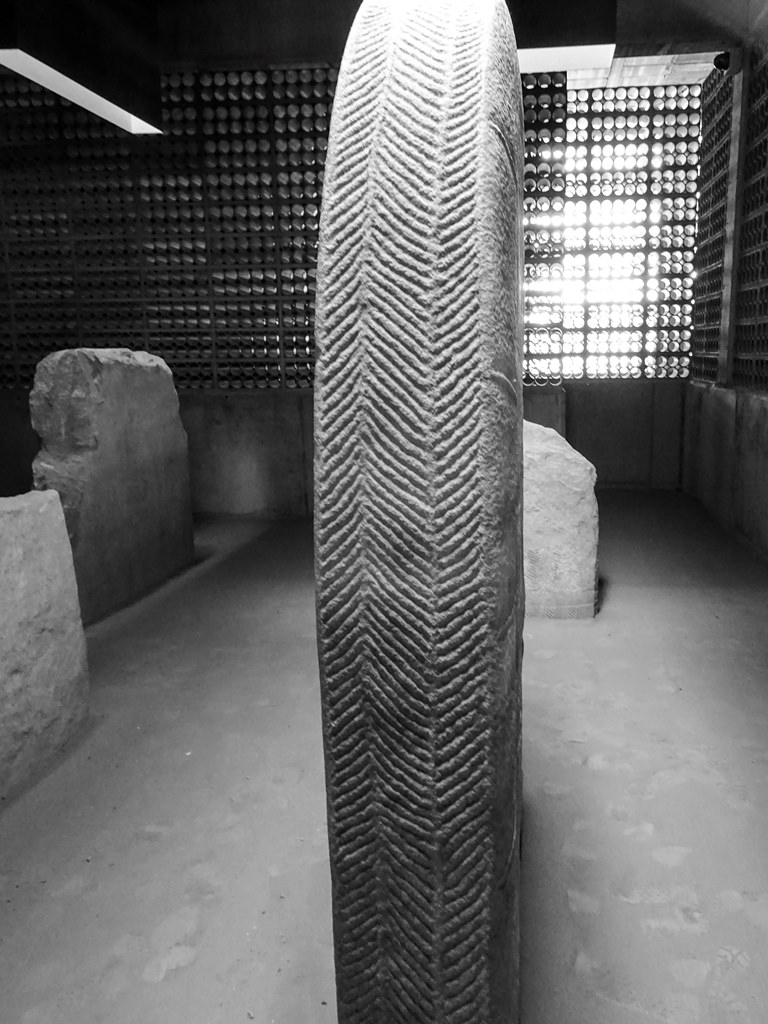
Lateral d'una estàtua-menhir
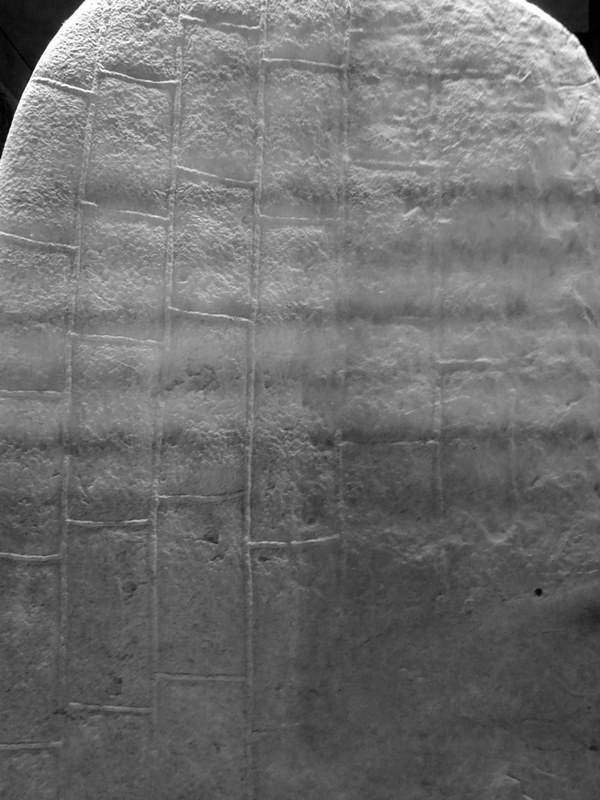
Dorsal d'una estàtua-menhir

## Museu Seró Espai Transmissor
Al museu Seró Espai Transmissor a Seró s'hi mostren les esteles i materials complementaris descoberts al jaciment. L'espai conserva i exposa les restes arqueològiques del monument megalític.

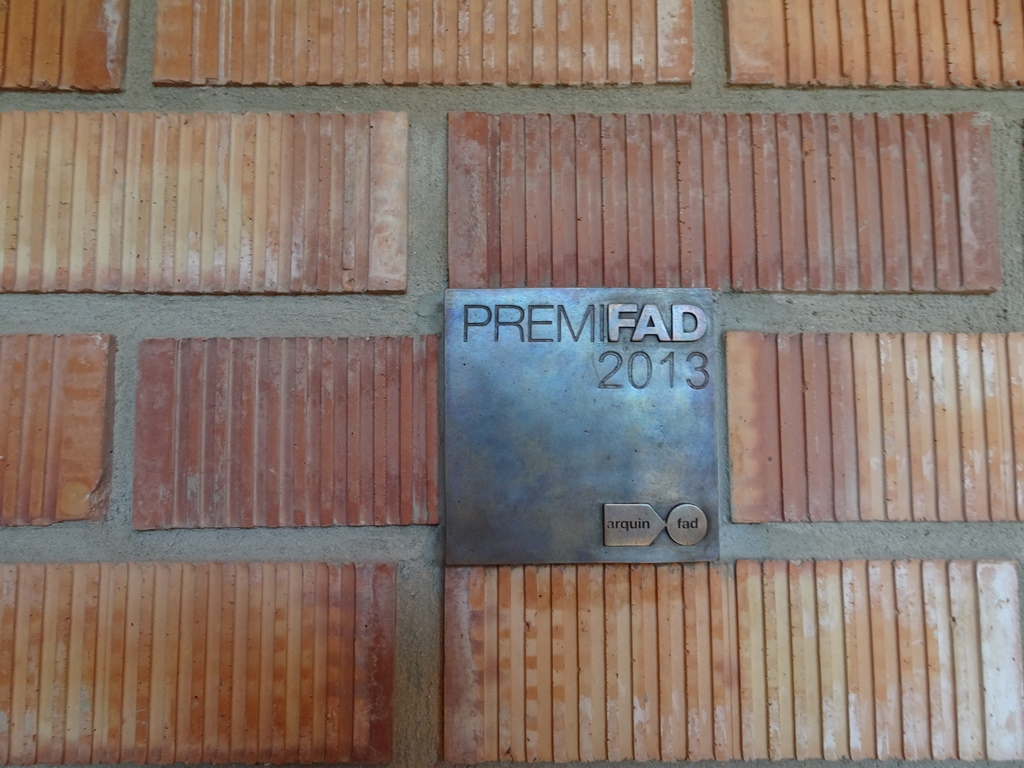
premi FAD 2013

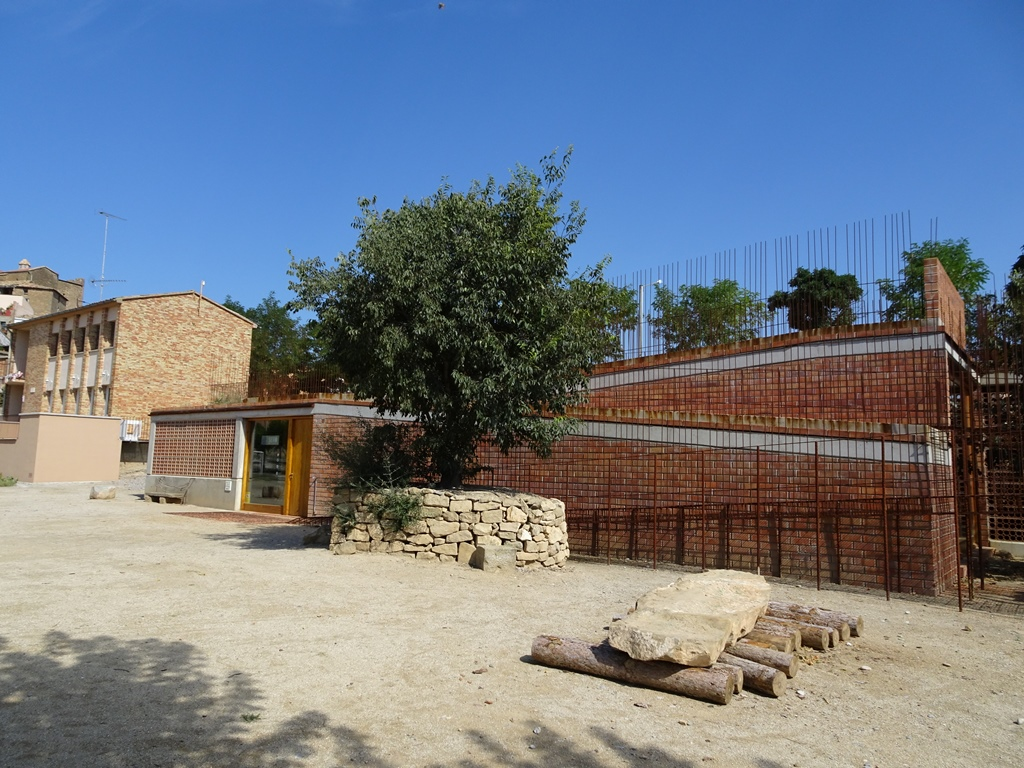
Seró Espai Transmissor compta amb un premi FAD.

El jaciment, trobat de manera inesperada, correspon a un dolmen pirinenc del III mil·lenni BC, tot i que en la seva construcció s'hi van utilitzar fragments de tres estàtues-menhirs més antigues, possiblement del Neolític final, que han esdevingut una aportació excepcional en el món de la estatuària megalítica peninsular i europea. L'edifici del museu es troba al nucli de Seró, i és propietat de l'Ajuntament d'Artesa de Segre. El Museu de la Noguera és la institució museística que vetlla per la conservació de les restes, coordina el projecte pedagògic i en facilita la difusió i la investigació. Forma part de la ruta megalítica d'Europa.
L'altra estàtua-menhir (Seró C) és més petita (1,2 m) i presenta una tècnica decorativa diferent. No obstant, també s'hi reconeixen elements com un cinturó, una sivella, les cames i un possible baldric subjectant un objecte corbat. Sembla inspirada en els exemplars del Roergue i l'Alt Llenguadoc.
L'edifici va rebre el premi FAD d'Arquitectura 2013, el Premio de Arquitectura de Ladrillo 2011-2013 i el de la IX Bienal Iberoamericana de Arquitectura y urbanismo (Rosario 2014). Va ser una de les obres representants de Catalunya a la 14a edició de la Biennal d'Arquitectura de Venècia (2014), i va ser protagonista d'una exposició a Basilea (Suïssa).
El dolmen pirinenc dels Reguers de Seró s'adscriu a una tipologia força coneguda en el conjunt del la vall del Segre, amb paral·lels propers com la Lloella del Llop (Vilanova de Meià, la Noguera).
Les estàtues-menhir, però, van més enllà. Han permès recuperar un conjunt de restes similars al Solsonès i zones properes: el Roc de la Mare de Déu (Riner), la Bassa del Boix (Llobera), Gangonells (Riner)...que permeten identificar la presència d'un grup escultòric singular, fins ara desconegut. La seva magnitud i les seves particularitats han fet possible, d'altra banda, incorporar-lo amb personalitat pròpia dins del panorama del megalitisme peninsular i europeu.